# Карна (богиня)
Ка́рна (лат. Carna) — давньоримська богиня, покровителька найважливіших органів людського тіла. Ім'я Карна походить від слова лат. caro — «м'ясо». Святилище богині знаходилося на Целіевому пагорбі у Римі. Жертвоприношення (Карналії) відбувалися 1 червня.
Карна є також ім'ям німфи, що стала богинею Кардеєю. Їх часто ототожнюють.